# 2013年12月香港
- 12月4日：香港政务司司长林郑月娥在香港立法会正式宣布就2016年立法會選舉和2017年行政長官產生辦法展開首轮諮詢，为期五个月，列出七大項目讓公眾發表意見，包括提名委員會人數、選民基礎等。但諮詢文件列出多條未有在《基本法》寫明的界線，並把中央官員對政改的言論，作為政改法律解釋基礎，包括須沿用「四大界別」組成提名委員會、提委會要「機構提名」等。[1]。
- 12月7日：特首梁振英舉辦第二場施政報告及財政預算案諮詢會，開場不足5分鐘，兩名社民連成員投擲雞蛋及路姆西公仔，坐台前的財政司長曾俊華額頭中蛋，需離場清理。他事後拒絕驗傷，回到論壇後笑言「醫生都叫我唔好食咁多蛋」。特首梁振英兩度譴責示威者，明言依法追究。[2]
- 12月8日：荃灣荃威花園發生空姐衣櫃藏屍案。[3]
- 12月9日：荔枝角中華基督教會基真小學早上發生10歲小五女學生從梯間墮樓死亡事故，唯校方稱以為學生只是「暈倒」操場地面「不舒服」，沒有報警，自行召聖約翰救傷隊救護車到場，及後經查詢才表示懷疑有人墮樓，女童33分鐘後被送院，其後不治。[4]
- 12月12日：警方破網購騙案，發現詐騙集團有向提供「正評」（俗稱「賣Like」）的公司買Like ，營造好商譽的假象，蒙騙消費者。[5]
- 12月16日：前民主黨創黨成員馮煒光接任新聞統籌專員，並辭去南區區議員職務；同日，港鐵將軍澳線電纜斷裂做成故障，癱瘓5小時，加上將軍澳隧道發生車禍，將軍澳區估計約10萬居民出入嚴重受阻，公共交通大受影響。
- 12月17日：終審法院推翻兩個下級法院的判決，裁定申領綜援須符合居港7年的規定違反《基本法》36條，下令政府恢復2004年以前、成年人居港滿1年便可申領綜援的規定。勞工及福利局長張建宗隨即表示社署會相應配合，律政司長袁國強則說政府不會胡亂釋法。社區組織協會估計，裁決每年涉及3億至4億元額外支出。[6]
- 12月20日：
  - 失落免費電視牌照的香港電視，突然宣布收購國企中移動旗下附屬公司，利用其8兆赫大氣電波頻譜，預計2014年7月1日以網絡平台及流動電視方式開台。[7]
  - 電訊盈科旗下的香港電訊信託斥巨資188.67億元，從澳洲電訊商Telstra及新世界發展手上，收購12年前賣予對方的CSL。意味着CSL擁有的1010、one2free及新世界傳動網，3個品牌盡歸香港電訊旗下。[8]
- 12月21日：內地旅行團不滿取消赴台灣行程，在落馬洲口岸抗議，要求「十倍奉還」團費，即每人賠償約5萬元。[9]
- 12月26日：香港人優先成员闯入中国人民解放军驻港部队总部驻地。这是中国人民解放军驻港部队首次遭到外部冲击[10]。亦因是香港独立派与解放军的首次冲突事件，成为香港独立运动中的标志事件。
- 12月29日：北角五洲大廈發生三級火，大廈後巷有雜物起火，火勢燒向棚架迅速向上蔓延，波及樓上賓館及住宅，導致25人受傷，其中8人一度危殆，另外1人仍有生命危險。[11]

- 12月30日：環境保護署（環保署）推出空氣質素健康指數（AQHI），以取代空氣污染指數。[12]